# Keerspoor

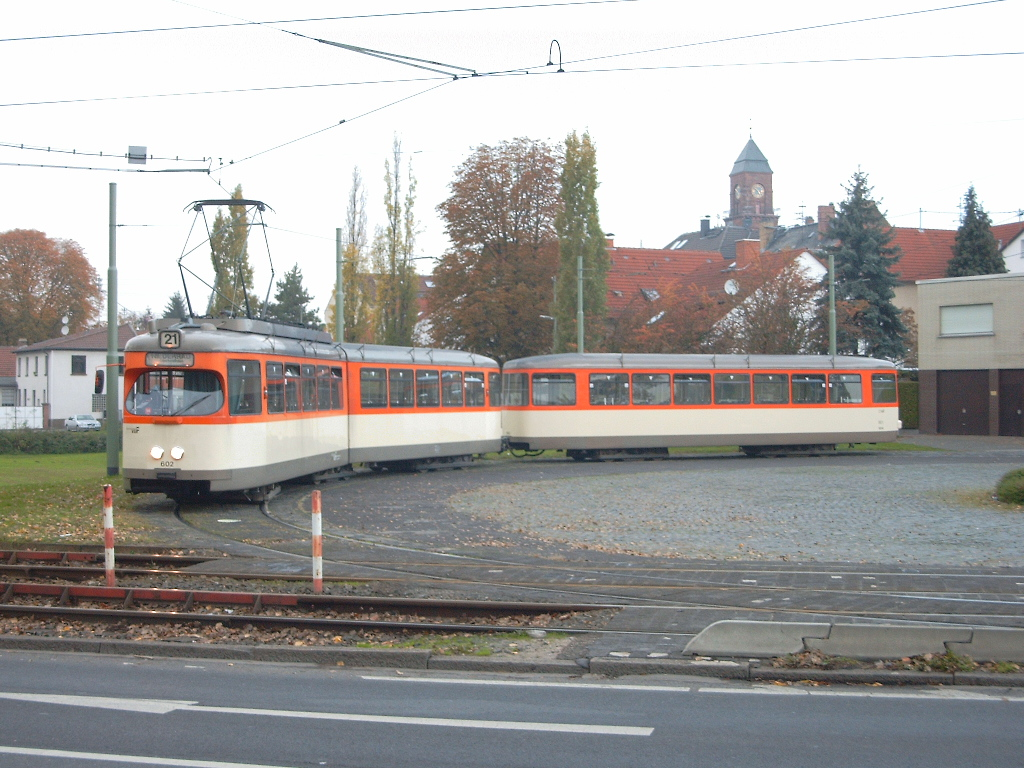
Voorbeeld van een keerspoor, in dit geval een keerlus.

Een keerspoor is een kopspoor speciaal bestemd voor het keren van treinen, metro's of trams. Een keerspoor komt voor op plaatsen waar reizigerstreinen, (snel)trams of metro's moeten keren, het bezwaarlijk is om op een hoofdspoor te keren en een opstelterrein ontbreekt. Op grote stations, waar het gebruikelijk is dat veel treinen keren, wordt doorgaans niet over keersporen gesproken.
Een keerspoor kan aan een perron op een station liggen (dan kunnen tijdens het keren reizigers uit- en instappen), maar kan ook buiten een station naast of tussen de doorgaande sporen liggen (treinen rijden dan na op het laatste station te zijn gestopt naar het keerspoor, om later weer terug te rijden naar het station). In het laatste geval bevinden zich normaal gesproken bij het keren geen reizigers in de trein: de aankomende reizigers zijn al uitgestapt en de vertrekkende reizigers moeten wachten met instappen tot de trein weer terug is. De reden kan zijn het tussentijds vrijhouden van de perronsporen, en/of het wisselen van perronspoor.
Nederlandse spoorwegstations met een keerspoor zijn onder andere: Amersfoort Vathorst, Breukelen, Deurne, Gouda Goverwelle, Hoorn Kersenboogerd, Maastricht Randwyck, langs de spoorlijn Woerden - Leiden ter hoogte van Woerden, Veenendaal Centrum en Wijchen. 
De Rotterdamse metro had van 4 november 2002 tot de overname van de Hoekse Lijn in 2019 een keerspoor bij Station Schiedam Centrum. Hier konden de metro's die tot dit station gingen keren, waarna ze weer terugreden richting Ommoord en Nesselande. Dit keerspoor is sinds 30 september 2019 onderdeel van de Hoekse Lijn. Bij station Leidschenveen ligt een keerspoor tussen de gewone sporen voor Randstadrail lijn 3, 4, 34 en E.